# HMS K1
Pour les articles homonymes, voir K1.
Le HMS K1 est un sous-marin britannique de classe K de la Royal Navy durant la Première Guerre mondiale. Il était propulsé par une turbine à vapeur.

## Conception
Le K1 avait un déplacement de 1 800 tonnes en surface et 2 600 tonnes en immersion. Il avait une longueur totale de 103 m, un maître-bau de 8,08 m et un tirant d'eau de 6,38 m. Le sous-marin était propulsé par deux chaudières Yarrow Shipbuilders alimentées au mazout, qui alimentaient chacune une turbine à vapeur Brown-Curtis ou Parsons développant 10 500 ch (7 800 kW) qui entraînaît deux hélices de 2,29 m de diamètre. En immersion, la propulsion était assurée par quatre moteurs électriques, produisant chacun de 350 à 360 ch (260 à 270 kW). Il avait également un moteur Diesel de 800 ch (600 kW), qui était utilisé le temps que la vapeur monte en pression, ou à la place de celle-ci.
Le sous-marin avait une vitesse maximale en surface de 24 noeuds (44 km/h) et une vitesse en immersion de 9 à 9,5 noeuds (16,7 à 17,6 km/h),. Il pourrait opérer à une profondeurs de 150 pieds (46 m) et y parcourir 80 milles marins (150 km) à 2 noeuds (3,7 km/h). 
Le K1 était armé de dix tubes lance-torpilles de 18 pouces (457 mm), de deux canons de pont de 4 pouces (100 mm) et d’un canon antiaérien de 3 pouces (76 mm). Ses tubes lance-torpilles étaient répartis ainsi : quatre dans l’étrave, quatre dans la section centrale, tirant sur les côtés, et deux sur le pont dans un affût rotatif. Son effectif était de cinquante-neuf membres d’équipage.

## Perte
Le K1 a été coulé pour éviter qu’il ne soit capturé après être entré en collision avec le K4 au large des côtes du Danemark. Il patrouillait en surface dans le cadre d’une flottille de sous-marins opérant en ligne devant lui. La flottille était dirigée par le croiseur léger HMS Blanche, suivi par les sous-marins K1, K3, K4 et K7. La collision s’est produite le 18 novembre 1917 vers 17 h 35. L’équipage a survécu et a été récupéré par deux canots envoyés du HMS Blanche. Après avoir consulté les officiers secourus du sous-marin et conclu que le K1 ne pouvait pas être sauvé, le Blanche a ouvert le feu avec un de ses canons de 4 pouces et a coulé le sous-marin avec quelques obus à 19 h 10.